# NaturBornholm
NaturBornholm is een Deens natuurhistorisch museum gelegen in Aakirkeby op het eiland Bornholm. Het museum ligt nabij Klintebakken in het buitengebied ten zuiden van Aakirkeby.
NaturBornholm werd op 16 mei 2000 geopend door de beschermheer prins Henrik en initiatiefnemer Birthe Juel Jensen. De dagelijkse exploitatie wordt onderhouden door een fonds, Den erhvervsdrivende fond NaturBornholm.
Centrale thema's van het belevingsmuseum zijn het ontstaan van het eiland Bornholm, de lokale natuur en de geologische geschiedenis van het gebied. Het museum herbergt onder meer archeologische vondsten.

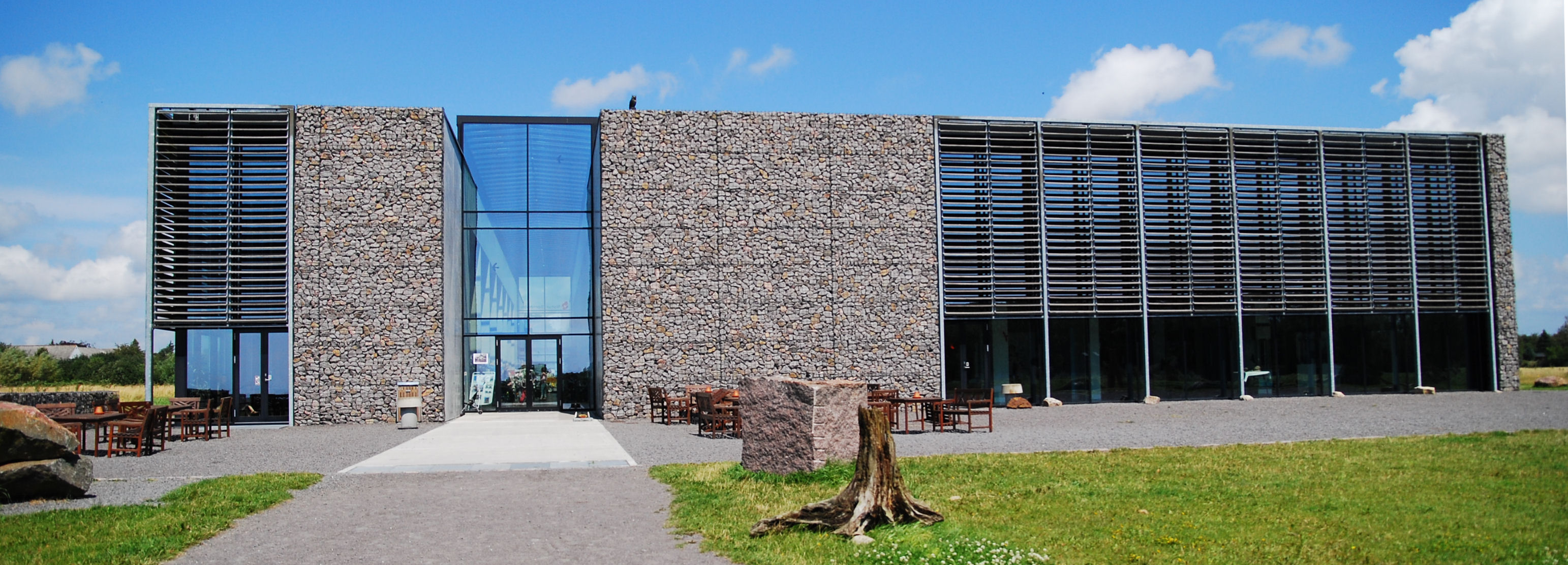
NaturBornholm in Aakirkeby

## Architectuur
Het museum werd ontworpen door de Deense architect Henning Larsen. Het werd onder andere gebouwd van schanskorven; containers van staaldraden gevuld met stenen. Normaliter worden grote en zware stenen bij de grond geplaatst en kleinere lichte stenen erboven. In het gebouw van NaturBornholm is het omgekeerde het geval. De onderste delen bestaan uit containers met kleine lichte stenen en de bovenste containers uit zwaardere grote stenen. Dit is zo gedaan omdat deze stenen meer licht doorlaten dan de kleinere stenen die een dichtere massa vormen.

## Galerij

Oostzee-aquarium in NaturBornholm
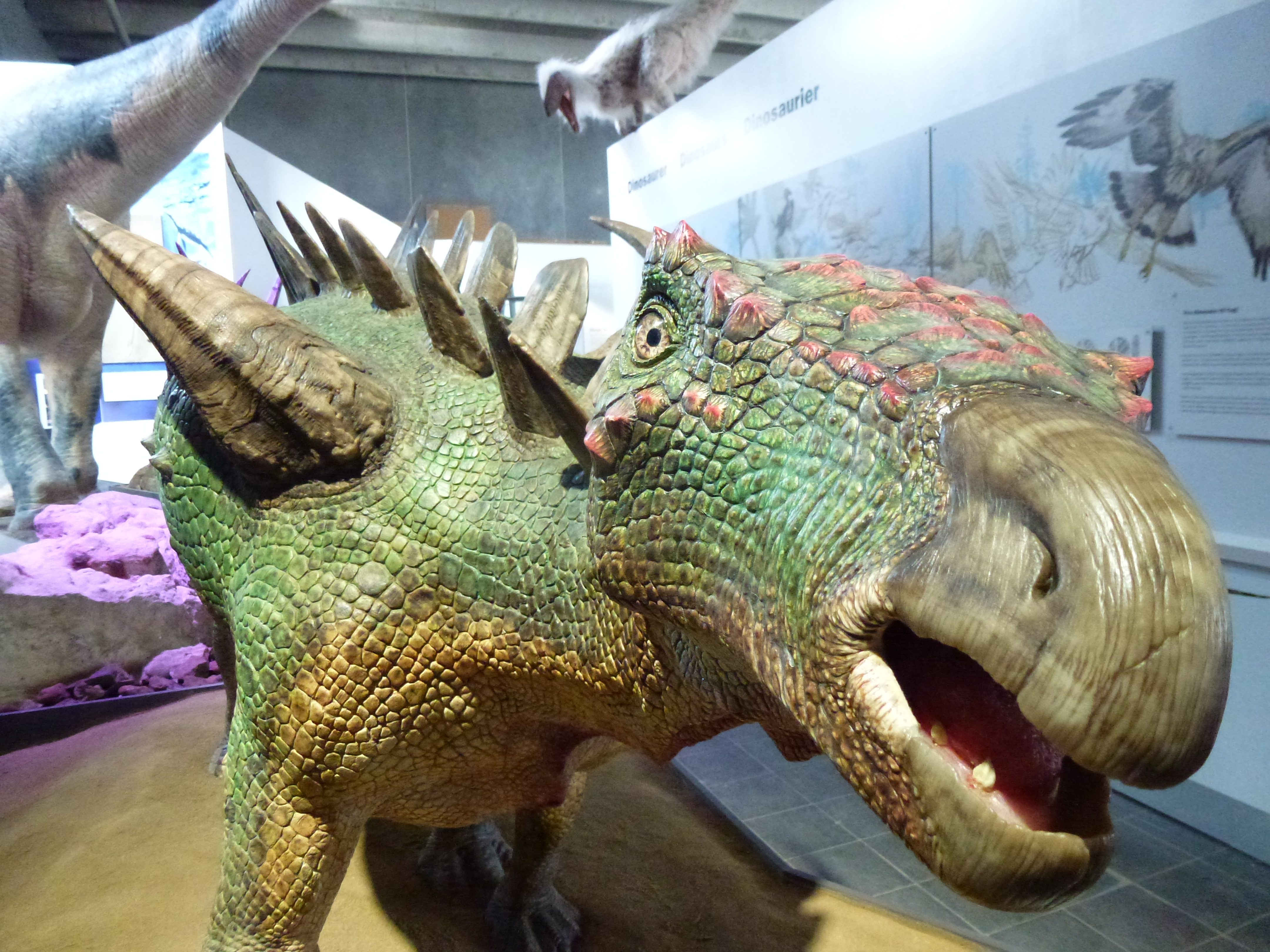
Reconstructie van Huayangosaurus in NaturBornholm
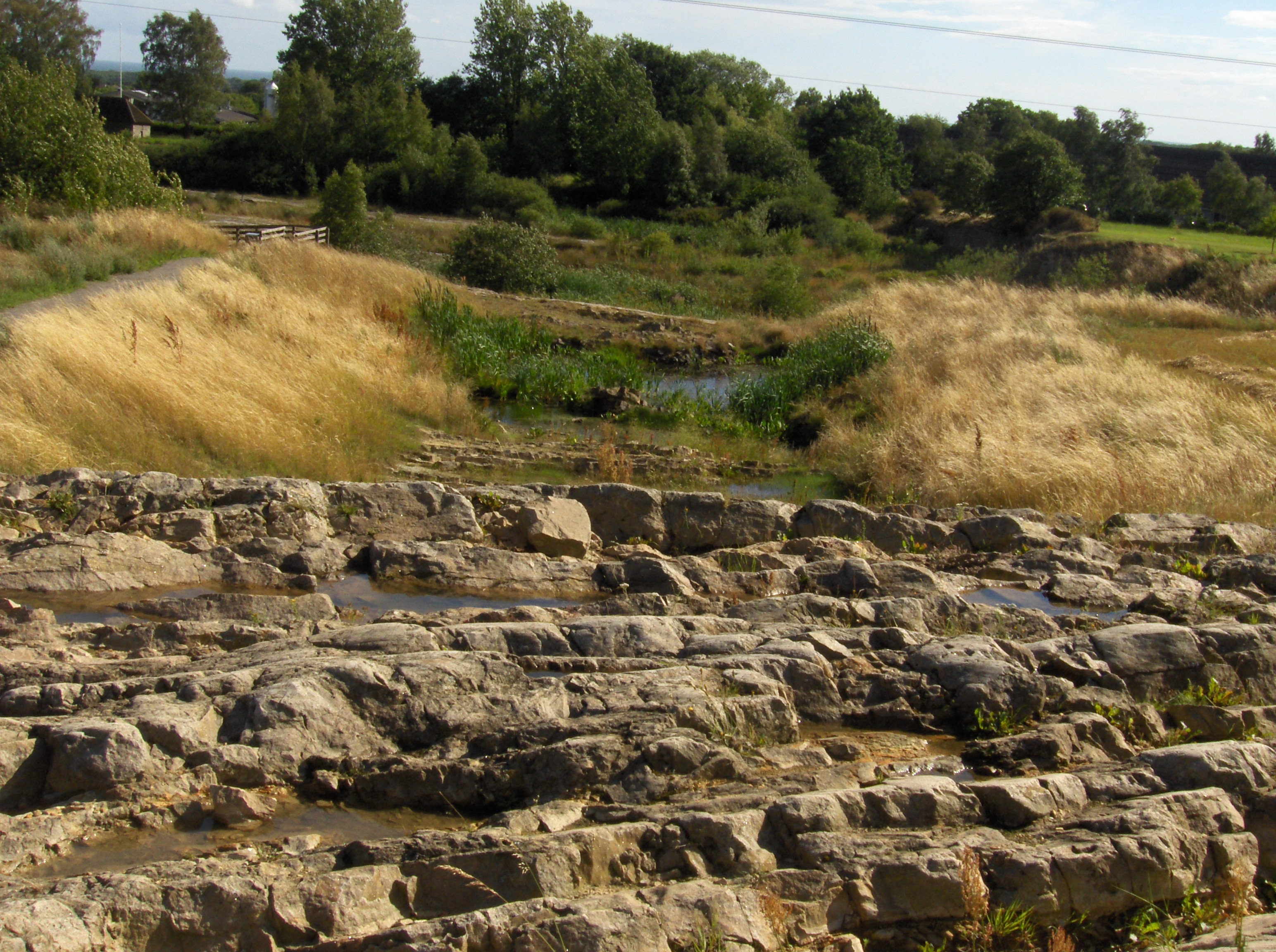
Omgeving van NaturBornholm in Aakirkeby
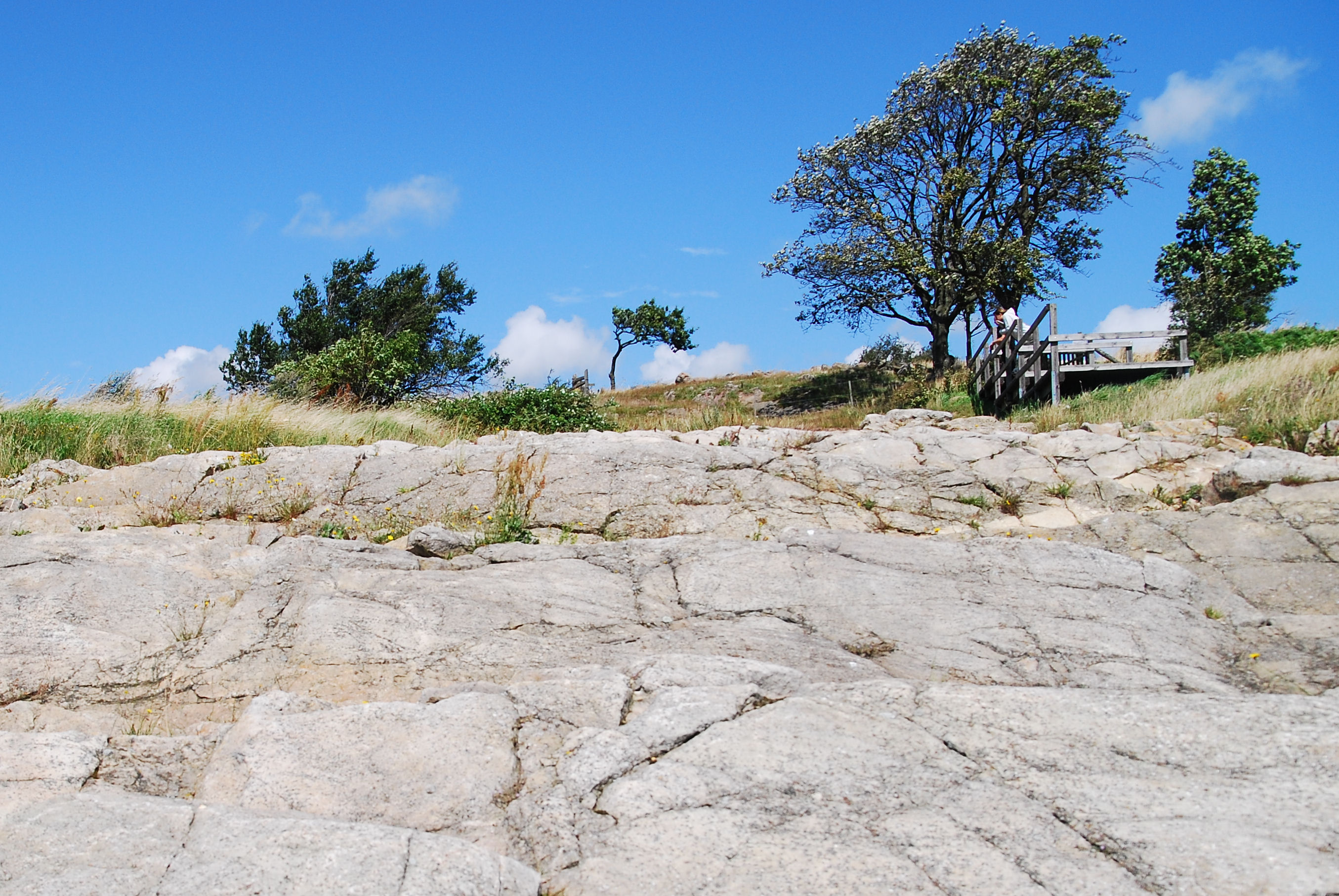
Omgeving van NaturBornholm in Aakirkeby

Bornholms Kunstmuseum · Bornholms middelaldercenter · Bornholms Museum · Bornholms Træbådelaug · DBJ Museum · Erichsens Gård · Forsvarsmuseum · Kastellet · L. Hjorts Terracottafabrik · Landbrugsmuseet Melstedgård · NaturBornholm · Oluf Høst Museum
Det Sorte Geomuseum · GeoCenter Møns Klint · Geomuseum Faxe · NaturBornholm · Naturhistorisk Museum · Skagen Odde Naturcenter · Statens Naturhistoriske Museum · Stevns Museum · Zoologisk Museum
- Virtual International Authority File: 162493662